# 学生連合会
学生連合会（がくせいれんごうかい）は、1922年（大正11年）に結成された大学・高校・専門学校の社会思想研究団体の全国組織である。学連（がくれん、FS）と略される。
11月7日に東京帝国大学学生第二控所で開かれた発会式には新人会（帝大）、文化会（早大）、建設者同盟（早大）、七日会（明大）、社会思想研究会（早高）、社会批判者（日大）、七月会（女子医専）、社会思想研究会（一高）、社会問題研究会（三高）、FR会（五高）、鶴鳴会（七高造士館）、文化会（新潟高）などが参加した。
学生連合会は1924年（大正13年）9月14日に正式名称を学生社会科学連合会、1925年（大正14年）7月に全日本学生社会科学連合会と改めた。
学連はしばしば学生の政治闘争を指導しようとした。
京都学連事件後、日本共産党は、1928年『無産青年』に、「革命的学生の任務について」と題する論文を掲載し、次のような見解を示した。
「学連は本来研究団体であり、学生の政治闘争機関ではない。学連が学生の闘争を指導してきたのは誤りで、共産党・日本共産青年同盟こそが学生の闘争の指導機関である。今後は、学校ごとに非合法グループを組織して、学連グループは赤色支援会モップル）・反帝同盟・無産者新聞・ナップなど一般闘争団体として学内班に吸収し、研究団体としては読書会だけを残して、これを強化していくべきである」
日本共産党は、大衆組織としての学連を解体し、党下部組織である青年共産同盟に一元的に組織していこうとした。
戦後、後継組織として「全国学生社会科学系研究会連絡会議」（全国社研連）が結成されている。